# Declarația de independență a lui Gheorghe Gheorghiu-Dej
Declarația de independență a lui Gheorghe Gheorghiu-Dej este numele dat uneori discursului purtat de fostul secretar general al Partidului Muncitoresc Român din aprilie 1964. 
Declarația, ținută în cadrul Plenarei lărgite a Comitetului Central al Partidului Muncitoresc Român, declara că fiecare stat are dreptul de a-și urma propria direcție către socialism, independent de cea urmată de celelalte state comuniste.
Aceasta venea pe fondul scindărilor din cadrul lumii comuniste de la acel moment. În 1964 ruptura dintre Uniunea Sovietică și Republica Populară Chineză era încă una foarte recentă. În același timp, titoismul din Republica Socialistă Federativă Iugoslavia le oferea unor lideri din Blocul de Est speranța independenței pe plan extern. Din aceste puncte de vedere, „Declarația de independență” a lui Dej a reprezentat plasarea României în tabăra susținerii alternativelor la bolșevism. 
Termenul de „declarație de independneță” a fost adesea criticat, dat fiind că, chiar și în urma acesteia, Republica Populară Română a continuat să fie un stat aliat apropiat Uniunii Sovietice.